# 刺榛
刺榛（学名：Corylus ferox）为桦木科榛属的植物。分布在锡金、尼泊尔以及中国大陆的四川、西藏、云南等地，生长于海拔2,000米至3,500米的地区，一般生于山坡林中，目前尚未由人工引种栽培。

## 别名
滇刺榛（中国森林树木图志）

## 异名
- Corylus ferox Wall. var. thibetica (Batal.) Franch.